# ماساو دوي
ماساو دوي (باليابانية: 土井正男؛ بالكانا: どい まさお) هو مهندس ياباني، ولد في 28 مارس 1948.